# Djibril Sidibé
Djibril Sidibé (født 29. juli 1992) er en fransk professionel fodboldspiller, som spiller for Ligue 1-klubben Toulouse FC og det franske landshold.

## Klubkarriere

### Troyes
Sidibé startede sin karriere hos Troyes AC i sin fødeby, hvor han spillede både hele sin ungdomstid samt de første år på seniorplan. Han debuterede for klubbens førstehold, der på daværende tidspunkt spillede i den næstbedste række Ligue 2, i 2010. Efter at have været med til at sikre klubben oprykning til Ligue 1 skiftede han i 2012 til Lille.

### Lille
I de følgende fire sæsoner repræsenterede Sidibé Lille i Ligue 1, og var også med til at spille Champions League med klubben. Han blev i 2016 solgt til ligarivalerne AS Monaco for en ikke offentliggjort pris.

### Monaco
Sidibé spillede en stor rolle i at Monaco vandt ligaen i hans debutsæson.

#### Lån til Everton
Sidibé blev i august 2019 lånt til Everton. Der var en mulighed for at gøre aftalen permanent, men den blev ikke taget.

## Landshold

### Ungdomslandshold
Sidibé har spillet på flere ungdomslandshold.

### Seniorlandshold
Sidibé gjorde sin debut for seniorlandsholdet den 1. september 2016.
Sidibé var del af Frankrigs trup til VM 2018, hvor at Frankrig vandt verdensmesterskabet.